# Marianne Vos
Marianne Vos ('s-Hertogenbosch, 13 mei 1987) is een Nederlandse baanwielrenster, gravelrijdster, veldrijdster en wegwielrenster die vanaf 2021 rijdt voor de Nederlandse wielerploeg Team Jumbo-Visma (sinds 2024 Team Visma | Lease a Bike).
Vos werd in deze disciplines onder meer twee keer olympisch kampioene, veertien keer wereldkampioene, drie keer Europees kampioene en zestien keer Nederlands kampioene.
Op de weg droeg ze in alle drie de grote rondes de gele, roze en rode leiderstrui, respectievelijk bijbehorend bij de Ronde van Frankrijk, Ronde van Italië en Ronde van Spanje. De Ronde van Italië staat meerdere keren op haar naam. Ook won ze in deze drie rondes meerdere etappes.
Daarnaast won Vos verschillende klassiekers als de Ronde van Vlaanderen, tweemaal de Amstel Gold Race, Gent Wevelgem, vijfmaal de Waalse Pijl en tweemaal La Course en diverse andere eendaagse koersen of meerdaagse rittenkoersen.

## Privéleven
Vos groeide op in het dorp Babyloniënbroek en woonde een tijdlang in Meeuwen, beide gelegen in de Noord-Brabantse gemeente Altena. Al heel jong openbaarde zich bij haar het talent voor wielrennen, met talrijke successen bij de jeugdcategorieën. In juli 2022 maakte ze bekend een relatie te hebben met wielrenster Moniek Tenniglo.

## Carrière

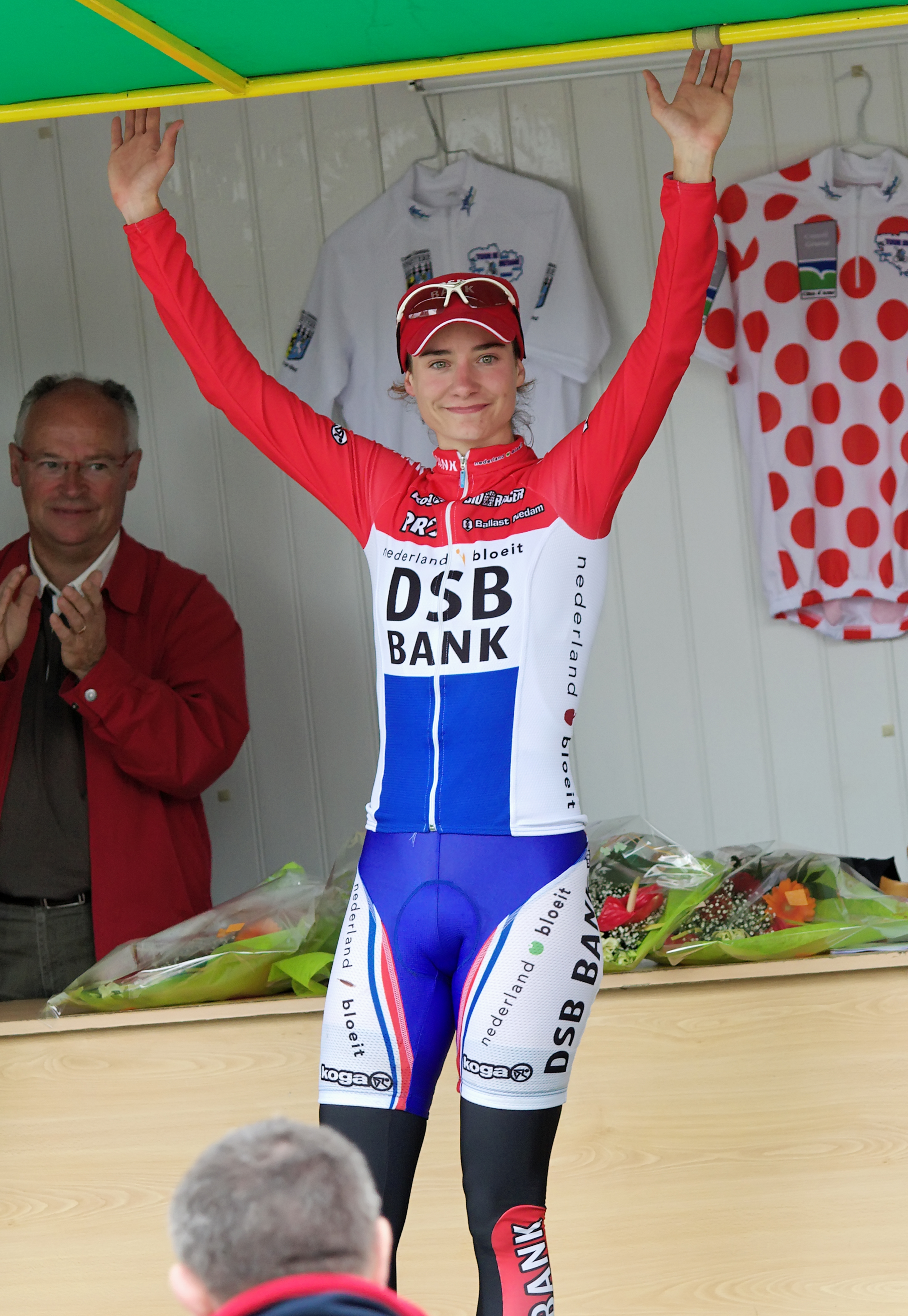
Vos werd vier keer Nederlands kampioene op de weg.

In 2006 werd Marianne Vos in het Achterhoekse Zeddam wereldkampioene veldrijden. Ze was de Duitse titelverdedigster Hanka Kupfernagel in de sprint te snel af. Eerder dat seizoen werd ze ook al Europees kampioene veldrijden. Later dat jaar werd ze in Salzburg ook wereldkampioene op de weg.
Tijdens haar eerste Nederlands kampioenschap op de weg werd ze in Maastricht eerste, door 1,5 kilometer voor de streep Chantal Beltman in te halen. Uiteindelijk bleef ze op de streep Sharon van Essen en Suzanne de Goede net voor.
Eind juni 2006 werd Marianne Vos uitgeroepen tot Talent van het Jaar 2006. Uit handen van Erica Terpstra, voorzitster van het NOC*NSF, ontving ze de bijbehorende trofee De Junior. De andere genomineerden waren zevenkampster Laurien Hoos en turner Epke Zonderland.
In 2011 werd Vos voor de vierde keer wereldkampioene in het veldrijden. Ze won voor de vijfde keer op rij de Keetie van Oosten-Hage Trofee voor beste wielrenster van het jaar. In juni 2011 werd ze voor de vierde keer Nederlands kampioene wielrennen op de weg.
In december 2013 werd ze uitgeroepen tot Nederlands mountainbikester van het jaar in de categorie Dames Elite. Ze won dat jaar onder andere de Sea Otter Classic en de Afxentia Stage Race. Ook behaalde ze een elfde plek tijdens de World Cup in Albstadt. Daarnaast behaalde ze in diezelfde maand de titel Sportvrouw van het jaar.
Op 1 februari 2014 werd ze in Hoogerheide voor de zevende keer (waarvan zes keer op rij) wereldkampioene veldrijden met een voorsprong van ruim een minuut op de nummer twee, de Italiaanse Eva Lechner. Op 27 juli 2014 werd op de Avenue des Champs-Élysées in Parijs de eerste editie van La Course by Le Tour de France verreden. Deze wedstrijd voor vrouwen vond plaats op de laatste dag van de Ronde van Frankrijk voor mannen. De wedstrijd kwam er na een petitie van Emma Pooley, Kathryn Bertine, Chrissie Wellington en Marianne Vos voor een Tour voor vrouwen, na het wegvallen van La Grande Boucle Féminine in 2009. De eerste editie van La Course werd gewonnen door Vos zelf: in de sprint versloeg ze Kirsten Wild.
In de winter van 2014-2015 kreeg Vos last van een hamstringblessure. Na haar bronzen medaille op het WK veldrijden op 31 januari in Tabor stelde ze haar rentree op de weg diverse keren uit. In maart had ze nog ambities om op de Olympische Spelen in Rio de Janeiro ook deel te nemen op de mountainbike. Op 6 april won ze verrassend haar eerste mountainbikewedstrijd Paasbike in Nieuwkuijk. Op 26 april brak ze een rib tijdens een mountainbikewedstrijd in Oostenrijk. Nadat ze tweede werd in haar eigen Marianne Vos Classic, maar vervolgens de Europese Spelen, het NK op de weg en de Giro Rosa moest laten schieten, liet Vos op 21 juli weten de rest van het seizoen 2015 niet meer in actie te komen, omdat ze overtraind was. Ook maakte ze bekend in het veldritseizoen 2015-2016 niet in actie te komen. Zelf noemde ze het verplicht rust nemen "mijn moeilijkste wedstrijd ooit".
In de loop van de winter mocht ze haar trainingen langzaam opvoeren en in 2016 werd ze 10e in haar eerste wedstrijd, de Drentse 8 van Westerveld. Hierna won ze de Pajot Hills Classic, haar tweede wedstrijd na haar comeback. In de sprint op kasseien in Dwars door de Westhoek kwam Vos hard ten val, zonder ernstige verwondingen. Nadat ze voor de 7e keer de 7-Dorpenomloop Aalburg op haar naam schreef, won ze op 21 mei haar eerste World Tour-wedstrijd: de 3e etappe in de Ronde van Californië. In die maand werd ze officieel geselecteerd door bondscoach Johan Lammerts voor de Olympische wegrit op 7 augustus.
In 2022 werd ze voor de achtste keer wereldkampioene veldrijden in Fayetteville (Verenigde Staten), acht jaar na haar laatste keer.
In 2024 wist ze in de sprint om de tweede plaats de Belgische Lotte Kopecky en de Hongaarse Blanka Kata Vas achter zich te houden, nadat Kristen Faulkner uit de kopgroep was ontsnapt en onbedreigd naar goud reed.

### Wereldkampioenschap op de weg

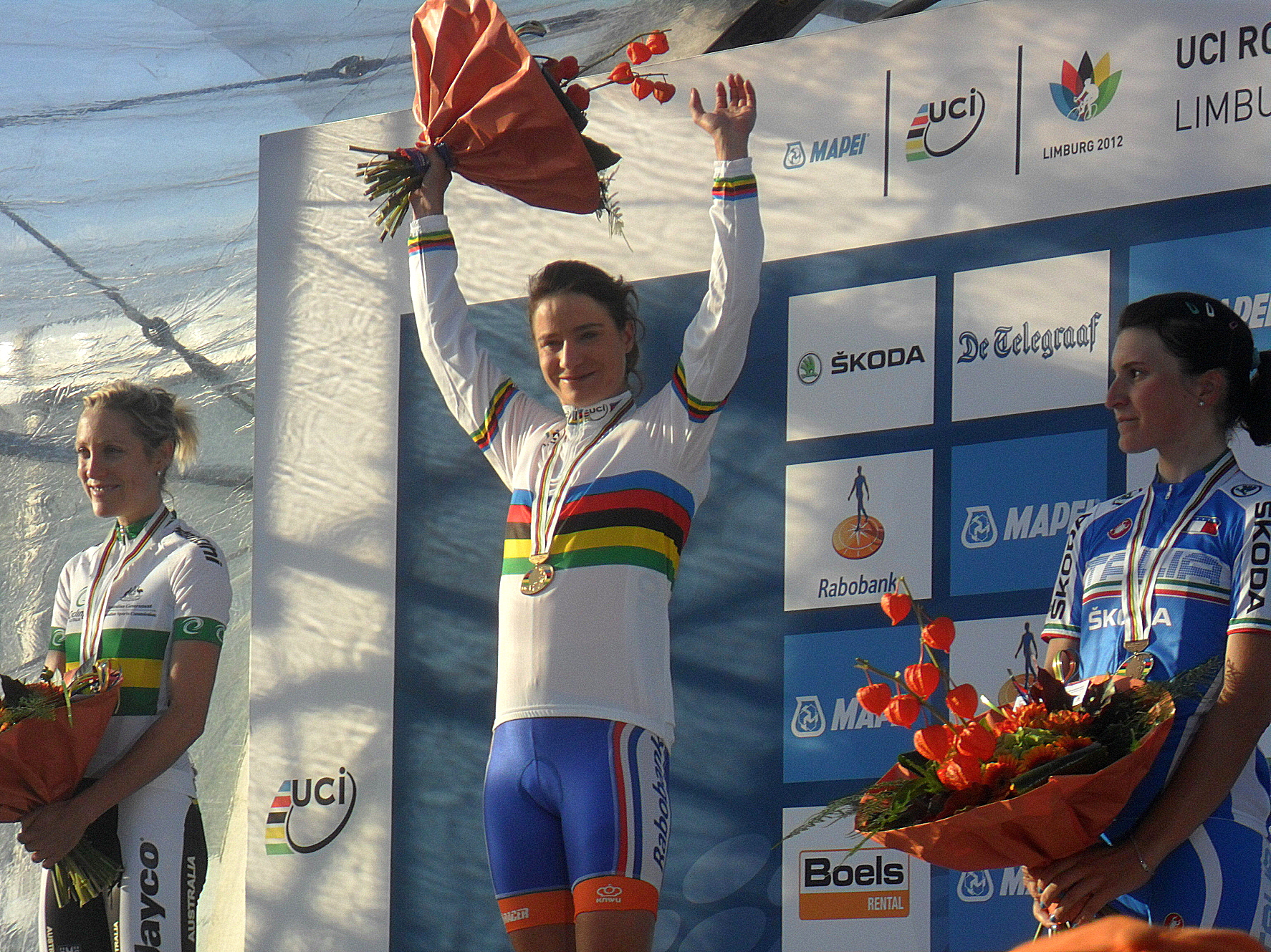
Vos werd in 2012 voor de tweede keer wereldkampioene op de weg.

Op zaterdag 23 september 2006 werd Vos in het Oostenrijkse Salzburg wereldkampioene op de weg. In de sprint was ze de sterkste van een omvangrijke kopgroep. Trixi Worrack uit Duitsland werd tweede. Van 2007 tot en met 2011 volgden vijf zilveren medailles op rij, een record.
Tijdens het wereldkampioenschap wielrennen in Valkenburg op 22 september 2012 veroverde zij wederom de regenboogtrui. Ze maakte deel uit van een kopgroep die in de slotfase van de wedstrijd nog uit vijf rensters bestond. Op de Cauberg liet ze haar tegenstanders achter, waarna ze met een door een toeschouwer aangereikte vlag in haar handen de finish passeerde.
Op 28 september 2013 behaalde zij in het Italiaanse Florence voor de derde maal en voor de tweede keer op rij het wereldkampioenschap op de weg. Op de korte, maar venijnige Via Salviati nam zij op imposante wijze de benen. Het gaatje dat ze sloeg was niet groot, maar groot genoeg voor de wereldtitel. Ze kwam na 140 kilometer alleen aan. Achter de winnares pakte Emma Johansson zilver en Rossella Ratto brons. Anna van der Breggen eindigde als vierde. In 2015 ging Vos vanwege haar blessures niet naar het WK en in 2016 was ze meesterknecht voor topfavoriete Kirsten Wild. Vos ging meerdere keren in de aanval en aan de finish was ze de laatste lead-out voor Wild, die tweede werd achter Amalie Dideriksen.

### Olympische Spelen

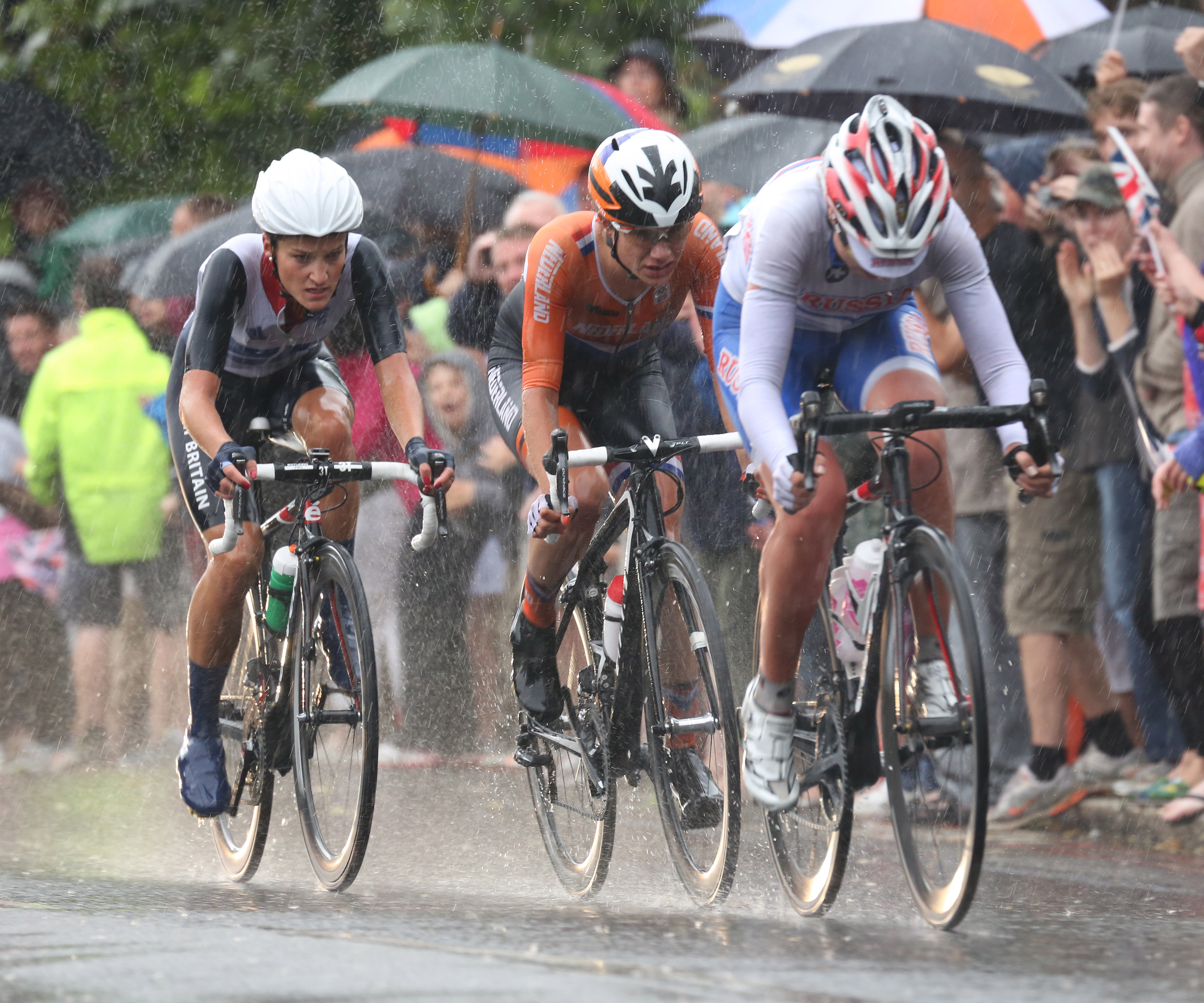
Op weg naar goud in Londen 2012.

In 2008 won Vos tijdens de Olympische Spelen in Peking goud in de puntenkoers bij het baanwielrennen. Ze finishte met een ronde voorsprong. Daarnaast reed zij de wegwedstrijd en tijdrit.
In 2012 won ze tijdens de Olympische Spelen in Londen goud in de wegwedstrijd. Ze zat in een kopgroep met Elizabeth Armitstead, Olga Zabelinskaja en Shelley Olds. Olds was haar grootste concurrent, maar zij reed lek. Vos wist de sprint te winnen voor Armitstead en Zabelinskaya. Omdat Vos deze prestatie zag als een teamprestatie werd ook de rest van het Nederlandse team (Ellen van Dijk, Kirsten Wild en Annemiek van Vleuten) hiervoor gehuldigd in onder andere het Holland Heineken House en de Ridderzaal. Daarnaast reed Vos ook de tijdrit, waar ze zestiende werd.
Na haar blessures in 2015, was het nog onzeker of Vos in 2016 haar titel kon verdedigen tijdens de Olympische Spelen in Rio de Janeiro. Drie maanden voor de Spelen werd ze toch geselecteerd voor de wegwedstrijd, waarin ze haar rol als meesterknecht en waterdrager vervulde. Annemiek van Vleuten was de sterkste op de slotklim, maar kwam in de daaropvolgende afdaling zwaar ten val. Haar landgenote Anna van der Breggen won uiteindelijk goud, Vos werd negende op ruim een minuut.
In 2024, 16 jaar na haar eerste Olympisch kampioenschap en 12 jaar na haar gouden medaille in de wegwedstrijd wielrennen op de Olympische Spelen, won Vos op de Olympische Zomerspelen 2024 in Parijs op het onderdeel wegwedstrijd een zilveren medaille.

## Prestaties

### Medaillespiegel
| Jaar | NK                   | NK     | NK                                | NK    | NK     | EK                   | EK     | EK    | EK     | WK        | WK     | WK          | WK     | OS  | OS          | ES  | ES |
| Jaar | Weg                  | Veld   | Baan                              | MTB   | Gravel | Weg                  | Veld   | MTB   | Gravel | Weg       | Veld   | Baan        | Gravel | Weg | Baan        | Weg |    |
| ---- | -------------------- | ------ | --------------------------------- | ----- | ------ | -------------------- | ------ | ----- | ------ | --------- | ------ | ----------- | ------ | --- | ----------- | --- | -- |
| 2002 | Weg (U17) Tijd (U17) |        |                                   | (U19) |        |                      |        |       |        |           |        |             |        |     |             |     |    |
| 2003 | Tijd (U17)           | Brons  |                                   | (U19) |        |                      | Zilver | (U19) |        |           |        |             |        |     |             |     |    |
| 2004 | Weg (U19) Tijd (U19) |        |                                   | (U19) |        |                      |        |       |        | Weg (U19) |        |             |        |     |             |     |    |
| 2005 | Weg (U19) Tijd (U19) | Zilver |                                   | (U19) |        |                      | Goud   |       |        | Weg (U19) |        |             |        |     |             |     |    |
| 2006 | Weg                  | Zilver |                                   |       |        | Weg (U23)            | Brons  |       |        | Weg       | Goud   |             |        |     |             |     |    |
| 2007 | Weg                  | Zilver | Scratch Puntenkoers Achtervolging |       |        | Weg (U23)            |        |       |        | Weg       |        |             |        |     |             |     |    |
| 2008 | Weg                  |        |                                   |       |        |                      |        |       |        | Weg       | Zilver | Puntenkoers |        |     | Puntenkoers |     |    |
| 2009 | Weg                  |        |                                   |       |        | Weg (U23) Tijd (U23) | Goud   |       |        | Weg       | Goud   |             |        |     |             |     |    |
| 2010 | Weg Tijd             | Zilver |                                   |       |        |                      |        |       |        | Weg       | Goud   |             |        |     |             |     |    |
| 2011 | Weg Tijd             | Goud   |                                   |       |        |                      |        |       |        | Weg       | Goud   | Scratch     |        |     |             |     |    |
| 2012 | Weg                  | Goud   | Ploegkoers                        |       |        |                      |        |       |        | Weg       | Goud   |             |        | Weg |             |     |    |
| 2013 | Weg                  | Goud   |                                   |       |        |                      |        |       |        | Weg       | Goud   |             |        |     |             |     |    |
| 2014 | Weg Tijd             | Goud   |                                   |       |        |                      |        |       |        |           | Goud   |             |        |     |             |     |    |
| 2015 |                      | Goud   |                                   |       |        |                      |        |       |        |           | Brons  |             |        |     |             |     |    |
| 2016 | Weg                  |        |                                   |       |        |                      |        |       |        |           |        |             |        |     |             |     |    |
| 2017 |                      | Goud   |                                   |       |        | Weg                  |        |       |        |           | Zilver |             |        |     |             |     |    |
| 2018 | Weg                  |        |                                   |       |        | Weg                  | Zilver |       |        |           |        |             |        |     |             |     |    |
| 2019 | Weg                  | Zilver |                                   |       |        |                      |        |       |        |           | Brons  |             |        |     |             | Weg |    |
| 2020 |                      |        |                                   |       |        |                      |        |       |        |           |        |             |        |     |             |     |    |
| 2021 |                      |        |                                   |       |        |                      |        |       |        | Weg       |        |             |        |     |             |     |    |
| 2022 |                      | Goud   |                                   |       | Goud   |                      |        |       |        |           | Goud   |             |        |     |             |     |    |
| 2023 | Weg                  |        |                                   |       |        |                      |        |       |        |           |        |             |        |     |             |     |    |
| 2024 |                      |        |                                   |       |        |                      |        |       |        |           |        |             | Goud   | Weg |             |     |    |

Bijgewerkt tot 9 januari 2022

### Overzicht

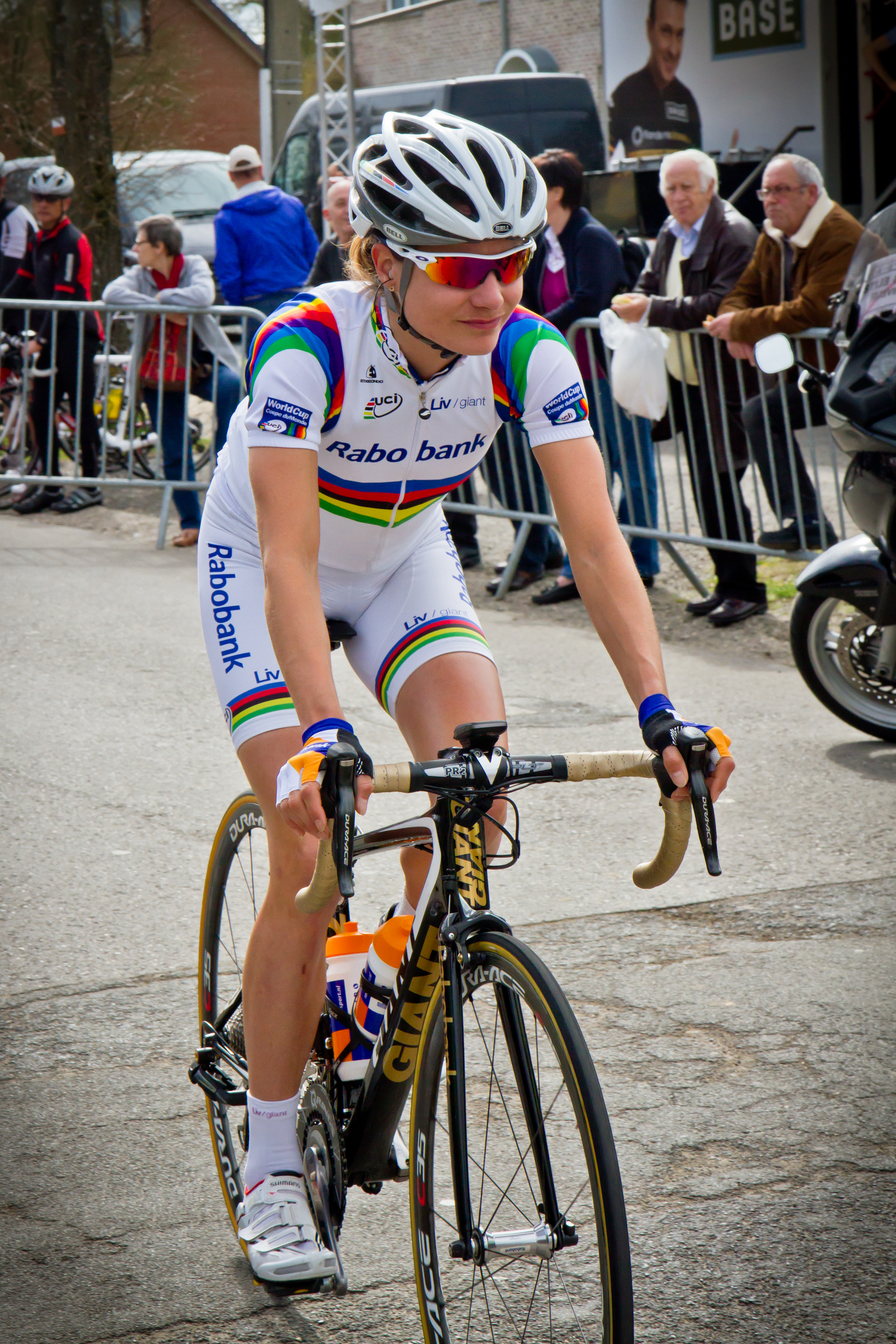
Leiderstrui Wereldbeker op de weg (2013).

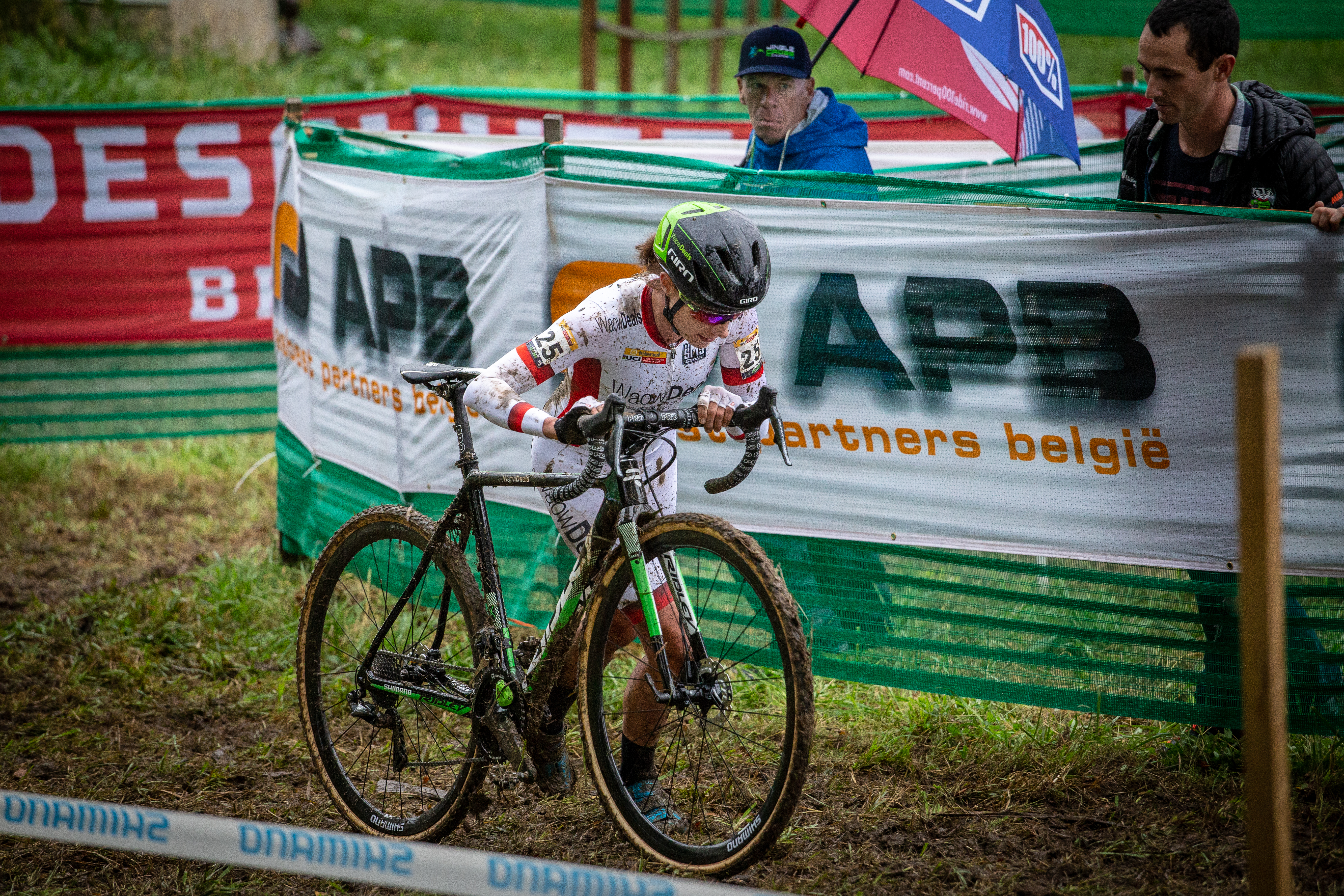
Leiderstrui Wereldbeker veldrijden (2018).

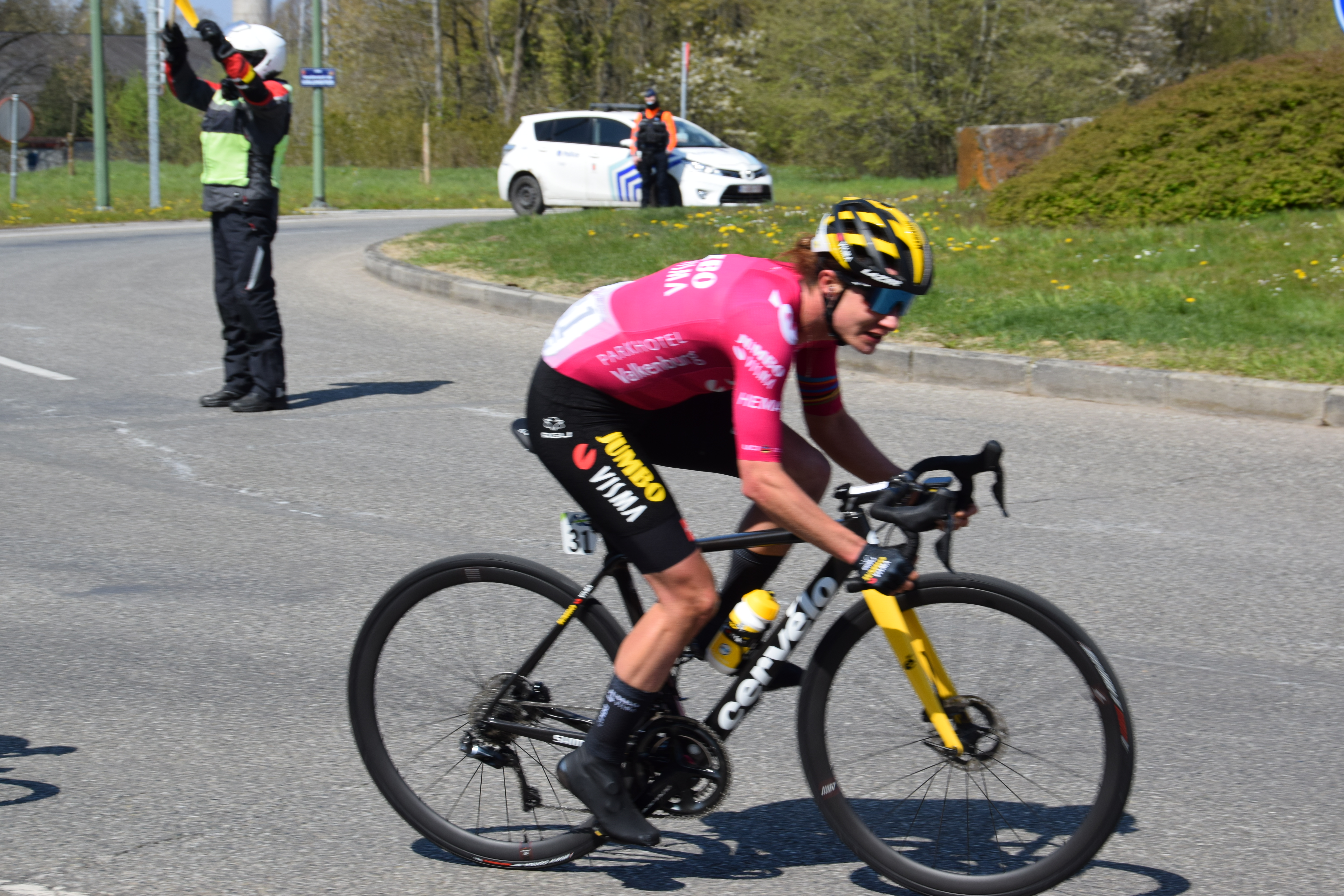
Leiderstrui Women's World Tour (2021).

| Wedstrijd               | Goud | Zilver | Brons |
| ----------------------- | ---- | ------ | ----- |
| NK op de weg            | 4    | 5      | 3     |
| NK tijdrijden           | 2    | 0      | 1     |
| NK veldrijden           | 7    | 5      | 1     |
| NK op de baan           | 3    | 1      | 0     |
| NK gravel               | 1    | 0      | 0     |
| EK op de weg            | 1    | 1      | 0     |
| EK veldrijden           | 2    | 2      | 1     |
| WK op de weg            | 3    | 6      | 0     |
| WK veldrijden           | 8    | 2      | 2     |
| WK op de baan           | 2    | 0      | 0     |
| WK gravel               | 1    | 0      | 0     |
| OS op de weg            | 1    | 1      | 0     |
| OS op de baan           | 1    | 0      | 0     |
| ES op de weg            | 0    | 1      | 0     |
|                         |      |        |       |
| Giro Rosa               | 3    | 0      | 0     |
| Grande Boucle Féminine  | 0    | 0      | 1     |
|                         |      |        |       |
| Wereldbeker op de weg   | 5    | 1      | 2     |
| Wereldbeker veldrijden  | 1    | 3      | 2     |
| Ranking op de weg       | 7    | 4      | 0     |
| Ranking veldrijden      | 1    | 3      | 3     |
|                         |      |        |       |
| Wegwedstrijden          | 309  | ...    | ...   |
| Veldritten              | 119  | ...    | ...   |
| Baanwedstrijden         | 12   | ...    | ...   |
| Mountainbikewedstrijden | 13   | ...    | ...   |
| Gravelwedstrijden       | 2    | ...    | ...   |

Bijgewerkt tot 26 november 2022

## Palmares

### Wegwielrennen

#### Overwinningen

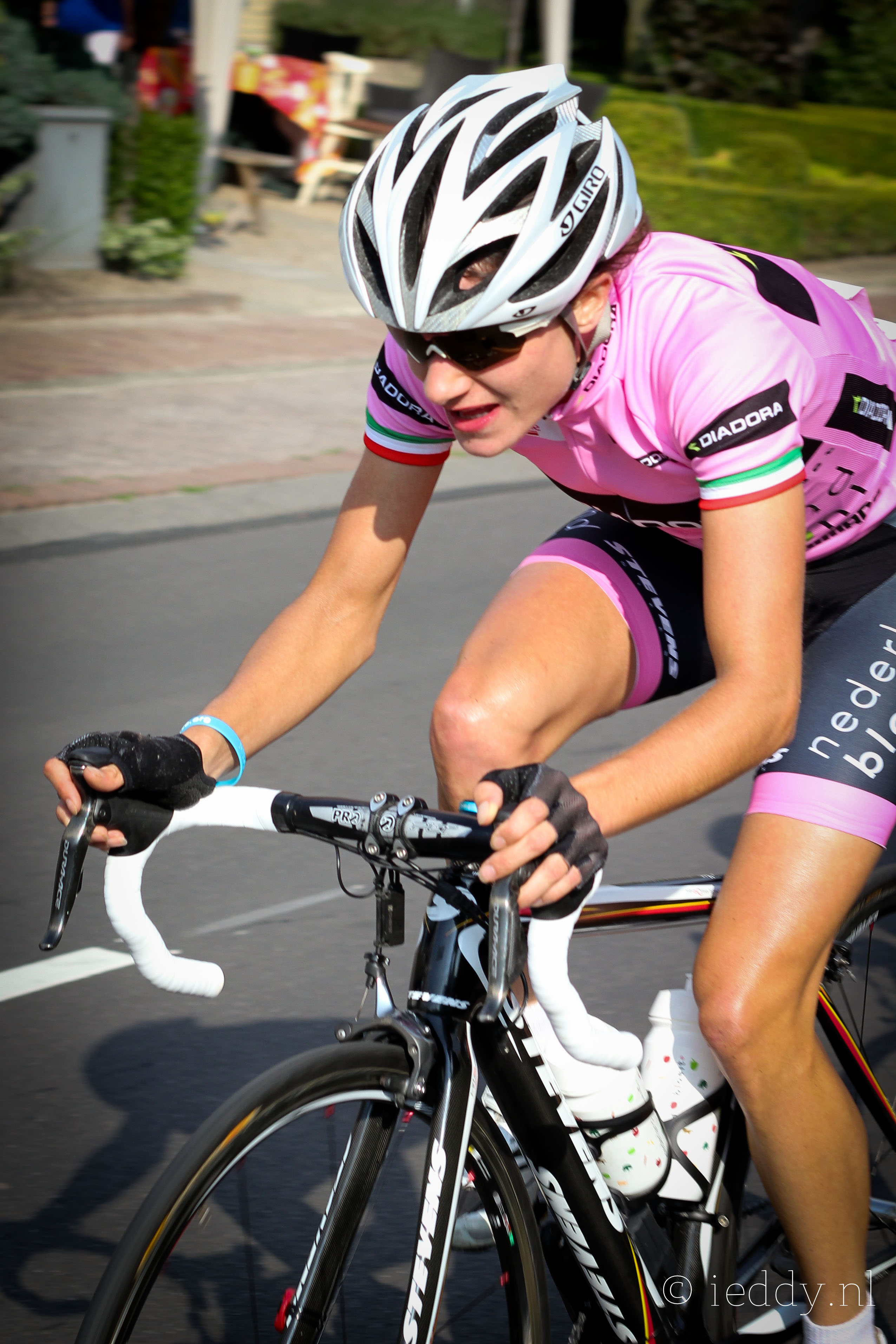
Vos in de roze trui van de Giro Donne 2011.

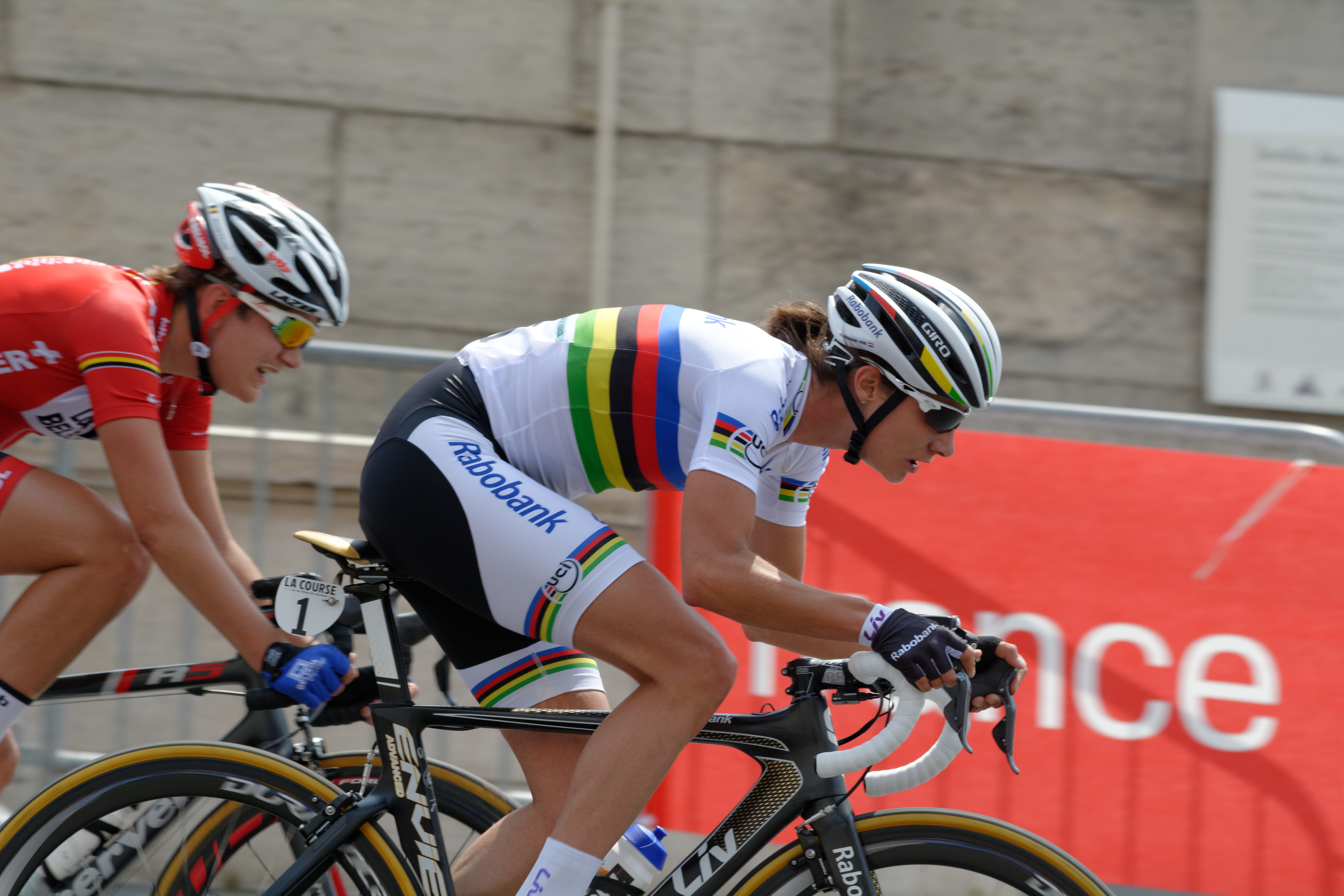
Vos wint in de regenboogtrui de eerste editie van La Course in 2014.

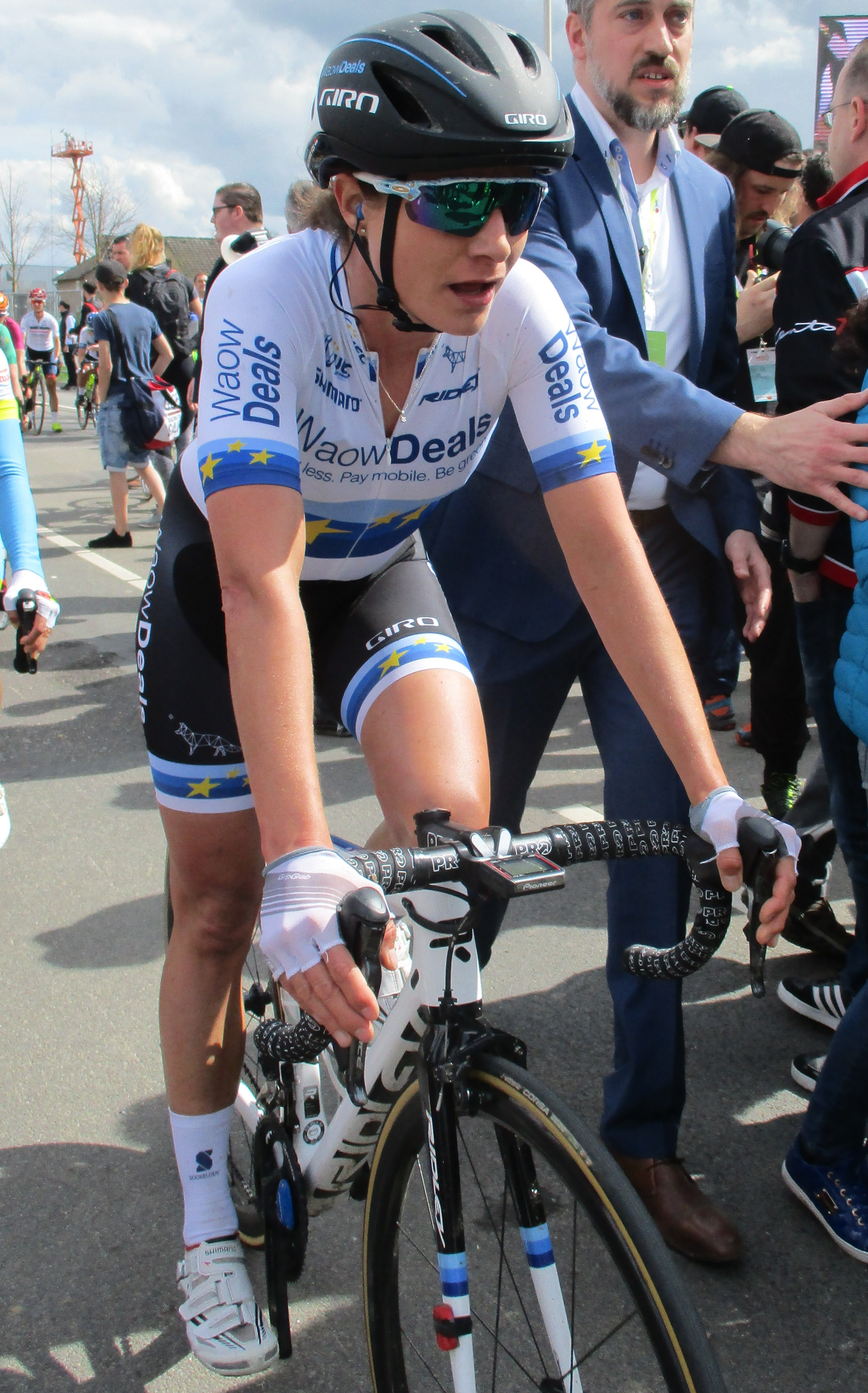
Vos in de Europese kampioenstrui in de Amstel Gold Race 2018.

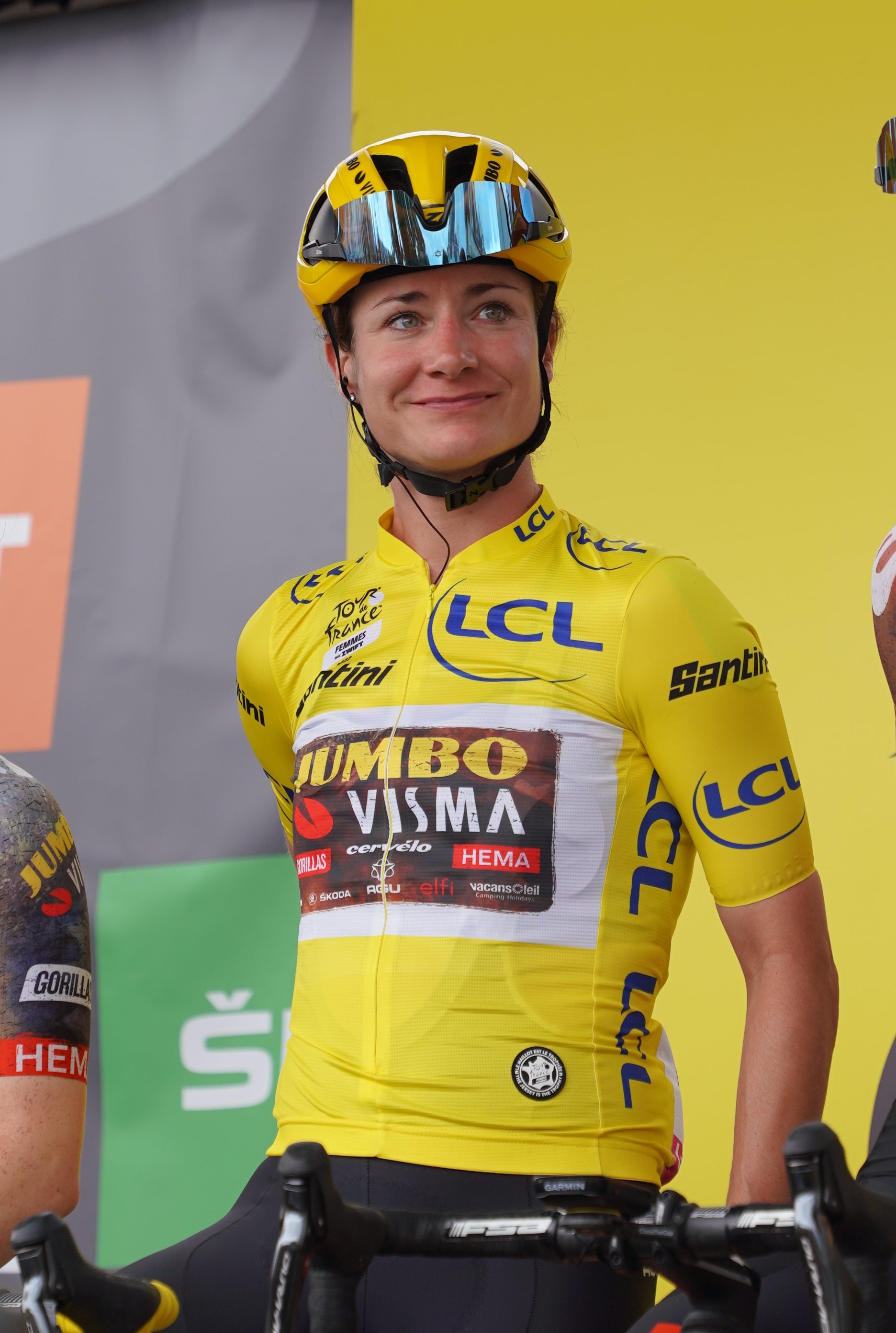
Vos in de gele trui tijdens de Tour de France Femmes 2022.

2005 - 3 zeges
- Omloop van Borsele
- Berg en Terblijt
- Acht van Chaam

2006 - 15 zeges
- 5e etappe Gracia Orlová
- Omloop van Borsele
- 1e etappe Emakumeen Bira
- Nederlands kampioenschap op de weg in Maastricht
- Omloop van Valkenburg
- Eindklassement Tour Féminin en Limousin
  - 1e en 3e etappe Tour Féminin en Limousin
- Steenwijk
- Draai van de Kaai
- Oostvoorne
- Profronde van Pijnacker
- 4e etappe Trophée d'Or Féminin
- 1e etappe (ploegentijdrit) Ronde van Toscane
- Wereldkampioenschap op de weg in Salzburg

2007 - 27 zeges
- Ronde van Gelderland
- Waalse Pijl
- 7-Dorpenomloop Aalburg
- Eindklassement Giro di San Marino
  - Proloog, 1e en 2e etappe Giro di San Marino
- Omloop van Borsele
- 1e, 3e, 4e en 7e etappe Tour de l'Aude Cycliste Féminin
- 2e en 3e etappe Emakumeen Bira
- Eindklassement Ster van Zeeland
  - Proloog en 1e etappe Ster van Zeeland
- Noordwijk Classic
- Nederlands kampioenschap op de weg in Maastricht
- 2e etappe Ronde van Italië
  -  Puntenklassement Ronde van Italië
- Acht van Chaam
- Draai van de Kaai
- Oostvoorne
- Holland Hills Classic
- 1e en 4e etappe Holland Ladies Tour
- Rund um die Nürnberger Altstadt
- Muizen-Mechelen
- Eindstand De Rijke Topcompetitie
- Wereldkampioenschap op de weg in Stuttgart

2008 - 24 zeges
- Grand Prix de Dottignies
- Waalse Pijl
- Eindklassement Gracia Orlová
  - 1e, 2e en 3e etappe Gracia Orlová
- Grand Prix de Santa Ana
- 1e, 2e en 3e etappe Vuelta Ciclista Feminina a el Salvador
- Vuelta a Occidente
  - Proloog, 1e en 2e etappe Vuelta a Occidente
- Parel van de Veluwe
- Eindklassement Emakumeen Bira
  - 1e, 2e, 3e en 5e etappe Emakumeen Bira
- Nederlands kampioenschap op de weg in Ootmarsum
- 2e en 3e etappe Tour de Feminin - Krásná Lípa
- 2e deel a etappe Ronde van Toscane
- Wereldkampioenschap op de weg in Varese

2009 - 24 zeges
- Trofeo Alfredo Binda
- Novilon Euregio Cup
- Waalse Pijl
- 1e etappe Gracia Orlová
- 5e, 8e en 9e etappe Tour de l'Aude Cycliste Féminin
- 7-Dorpenomloop Aalburg
- 4e etappe La Grande Boucle Féminine
- Nederlands kampioenschap op de weg in Heerlen
- 3e, 4e en 5e etappe Tour de Bretagne Féminin
- 1e etappe Thüringen-Rundfahrt der Frauen
- Open de Suède Vårgårda
- Oostvoorne
- Holland Hills Classic
- Eindklassement Holland Ladies Tour
- 4e en 6e etappe Ronde van Toscane
- Acht van Chaam
- Draai van de Kaai
- Ridderronde Maastricht
- Zwolle
- Eindstand De Rijke Topcompetitie
- Wereldkampioenschap op de weg in Mendrisio

2010 - 25 zeges
- Trofeo Alfredo Binda
- Eindklassement Gracia Orlová
  - 1e, 4e en 5e etappe Gracia Orlová
- Omloop der Kempen
- 8e etappe Tour de l'Aude Cycliste Féminin
- 7-Dorpenomloop Aalburg
- Parel van de Veluwe
- Durango-Durango Emakumeen Saria
- 1e en 3e deel b etappe Emakumeen Bira
- Nederlands kampioenschap op de weg in Oudenbosch
- Nederlands kampioenschap tijdrijden in Oudenbosch
- 5e en 6e etappe Ronde van Italië
  -  Puntenklassement Ronde van Italië
  -  Jongerenklassement Ronde van Italië
- Draai van de Kaai
- Oostvoorne
- 4e en 7e etappe La Route de France
- Eindklassement Holland Ladies Tour
  - 3e en 7e etappe Holland Ladies Tour
- 5e etappe Ronde van Toscane
- Ronde van Werkendam
- Ridderronde Maastricht
- Wereldkampioenschap op de weg in Geelong

2011 - 39 zeges
- 1e en 4e etappe Energiewacht Tour
- Drentse 8 van Dwingeloo
- Ronde van Drenthe
- Waalse Pijl
- GP Elsy Jacobs
- GP Nicolas Frantz
- Omloop der Kempen
- 7-Dorpenomloop Aalburg
- Gooik-Geraardsbergen-Gooik
- GP Ciudad De Valladolid
- Durango-Durango Emakumeen Saria
- Eindklassement Emakumeen Bira
  - 1e, 2e en 5e etappe Emakumeen Bira
- Eindklassement Ster van Zeeland
  - 1e en 3e etappe Ster van Zeeland
- Nederlands kampioenschap op de weg in Ootmarsum
- Nederlands kampioenschap tijdrijden in Veendam
- Eindklassement Ronde van Italië
  - 1e, 3e, 6e, 7e en 9e etappe Ronde van Italië
  -  Puntenklassement Ronde van Italië
  -  Bergklassement Ronde van Italië
- Oostvoorne
- 4e etappe Trophée d'Or Féminin
- Eindklassement Holland Ladies Tour
  - 1e, 5e en 6e etappe Holland Ladies Tour
- Holland Hills Classic
- Reuver (tijdrit)
- Wielerweekend Buchten
- Ronde van Luykgestel
- Acht van Chaam
- Ridderronde Maastricht
- Wereldkampioenschap op de weg in Kopenhagen

2012 - 24 zeges
- Ronde van Drenthe
- Novilon Euregio Cup
- Trofeo Alfredo Binda
- Eindklassement GP Elsy Jacobs
  - 1e etappe GP Elsy Jacobs
- Nederlands kampioenschap op de weg in Kerkrade
- Eindklassement Ronde van Italië
  - 1e, 2e (tijdrit), 4e, 7e en 8e etappe Ronde van Italië
  -  Puntenklassement Ronde van Italië
- Eindklassement Tour Féminin en Limousin
  - 1e en 4e etappe Tour Féminin en Limousin
- Olympische wegwedstrijd in Londen
- GP de Plouay
- Profronde van Almelo
- Eindklassement Holland Ladies Tour
  - 4e en 6e etappe Holland Ladies Tour
- Wereldkampioenschap op de weg in Valkenburg
- Ronde van Luykgestel
- Etten-Leur
- Gouden Pijl

2013 - 28 zeges
- Drentse 8 van Dwingeloo
- Ronde van Drenthe
- Ronde van Vlaanderen
- Waalse Pijl
- Eindklassement GP Elsy Jacobs
  - 2e etappe GP Elsy Jacobs
- 7-Dorpenomloop Aalburg
- Durango-Durango Emakumeen Saria
- 1e etappe Emakumeen Bira
- Nederlands kampioenschap op de weg in Kerkrade
- 3e, 4e en 7e etappe Ronde van Italië
  -  Puntenklassement Ronde van Italië
- Profronde van Tiel
- Gouden Pijl
- Open de Suède Vårgårda
- Eindklassement Trophée d'Or Féminin
  - 1e, 2e en 4e (tijdrit) etappe Trophée d'Or Féminin
- GP de Plouay
- Proloog, 2e en 3e etappe Ronde van Toscane
- Wereldkampioenschap op de weg in Florence
- Ronde van Luykgestel
- Ridderronde Maastricht
- Oostvoorne
- Maarheeze

2014 - 26 zeges
- Proloog en 2e etappe GP Elsy Jacobs
- Eindklassement The Women's Tour
  - 3e, 4e en 5e etappe The Women's Tour
- 7-Dorpenomloop Aalburg
- Gooik-Geraardsbergen-Gooik
- Durango-Durango Emakumeen Saria
- 2e en 4e etappe Emakumeen Bira
- Nederlands kampioenschap op de weg in Ootmarsum
- Nederlands kampioenschap tijdrijden in Zaltbommel
- Eindklassement Ronde van Italië
  - 1e, 4e, 5e en 7e etappe Ronde van Italië
  -  Puntenklassement Ronde van Italië
- Paardenmarktronde van Alblasserdam
- La Course by Le Tour de France
- Ronde van Bochum
- Proloog en 2e etappe Ronde van Noorwegen
- 3e etappe Holland Ladies Tour
- 2e etappe (ploegentijdrit) Ronde van België
- Acht van Chaam
- Ridderronde Maastricht
- Oostvoorne

2015
geen overwinningen
2016 - 14 zeges
- Pajot Hills Classic
- 7-Dorpenomloop Aalburg
- 3e etappe Ronde van Californië (WWT)
- Zuidkempense Ladies Classic
- 4e etappe Aviva Women's Tour (WWT)
- Nederlands kampioenschap op de weg in Brouwersdam
- 1e, 3e en 5e etappe Ronde van Thüringen
- 2e etappe Lotto Belgium Tour
- Ronde van Oud-Vossemeer
- Ronde van Lekkerkerk
- Wielerweekend van Kessel
- Acht van Chaam
- Etten-Leur

2017 - 10 zeges
- Trofee Maarten Wynants
- 7-Dorpenomloop Aalburg
- Gooik-Geraardsbergen-Gooik
- Eindklassement BeNe Ladies Tour
  - 2e deel b (tijdrit) en 3e etappe BeNe Ladies Tour
- Europees kampioenschap op de weg in Herning
- Eindklassement Ronde van Noorwegen (WWT)
- 1e etappe Lotto Belgium Tour
- Acht van Chaam

2018 - 11 zeges
- Nederlands kampioenschap op de weg in Hoogerheide
- 8e etappe Ronde van Italië (WWT)
- Eindklassement BeNe Ladies Tour
  - 1e etappe BeNe Ladies Tour
- Acht van Chaam
- Europees kampioenschap op de weg in Glasgow
- Ridderronde Maastricht
- Open de Suède Vårgårda (WWT)
- Eindklassement Ronde van Noorwegen (WWT)
  - 1e, 2e en 3e etappe Ronde van Noorwegen
  - Puntenklassement Ronde van Noorwegen
- Leiedal Koerse

2019 - 21 zeges
- Trofeo Alfredo Binda (WWT)
- Eindklassement Ronde van Yorkshire
  - 2e etappe Ronde van Yorkshire
- 2e etappe OVO Women's Tour (WWT)
- Europese Spelen op de weg in Minsk
- Nederlands kampioenschap op de weg in Ede
- 2e, 3e, 7e en 10e etappe Ronde van Italië (WWT)
- La Course by Le Tour de France (WWT)
- Daags na de Tour
- Acht van Chaam
- Eindklassement Ronde van Noorwegen (WWT)
  - 2e, 3e en 4e etappe Ronde van Noorwegen
- Eindklassement Tour de l'Ardèche
  - 1e, 2e, 3e, 6e en 7e etappe Tour de l'Ardèche

2020 - 3 zeges
- 3e, 5e en 6e etappe Ronde van Italië (WWT)
  -  Puntenklassement Ronde van Italië

2021 - 7 zeges
- Gent-Wevelgem (WWT)
- Amstel Gold Race (WWT)
- 3e en 7e etappe Ronde van Italië
- Proloog, 4e, 5e etappe Simac Ladies Tour (WWT)
- Wereldkampioenschap op de weg in Leuven

2022 - 8 zeges
- 2e en 5e etappe Ronde van Italië (WWT)
- 2e en 6e etappe Ronde van Frankrijk (WWT)
  -  Puntenklassement Ronde van Frankrijk
  -  Prijs van de strijdlust Ronde van Frankrijk
- 1e, 2e, 3e en 6e etappe Ronde van Scandinavië (WWT)

2023 - 2 zeges
- 1e (TTT), 3e en 4e etappe Ronde van Spanje (WWT)
  -  Puntenklassement Ronde van Spanje

2024 - 8 zeges
- Omloop Het Nieuwsblad (WWT)
- Dwars door Vlaanderen
- Amstel Gold Race (WWT)
- 3e en 7e etappe Ronde van Spanje (WWT)
  -  Puntenklassement Ronde van Spanje
- Ronde van Lekkerkerk
- Eindklassement Ronde van Catalonië
  - 2e etappe Ronde van Catalonië
- Puntenklassement Ronde van Frankrijk

2025 - 3 zeges
- 2e en 6e etappe Ronde van Spanje
  -  Puntenklassement Ronde van Spanje
- 1e etappe Ronde van Frankrijk

Totaal: 322 zeges

#### Uitslagen in voornaamste wedstrijden
| Jaar | Ronde van Italië | Ronde van Frankrijk | Ronde van Spanje |
| ---- | ---------------- | ------------------- | ---------------- |
| 2006 |                  |                     |                  |
| 2007 | 12e (1)          |                     |                  |
| 2008 |                  |                     |                  |
| 2009 |                  |                     |                  |
| 2010 | 7e (2)           |                     |                  |
| 2011 | ↑ (5)            |                     |                  |
| 2012 | ↑ (5)            |                     |                  |
| 2013 | 6e (3)           |                     |                  |
| 2014 | ↑ (4)            |                     |                  |
| 2015 |                  |                     |                  |
| 2016 |                  |                     |                  |
| 2017 |                  |                     |                  |
| 2018 | opgave (1)       |                     |                  |
| 2019 | 20e (4)          |                     |                  |
| 2020 | 11e (3)          |                     |                  |
| 2021 | opgave (2)       |                     |                  |
| 2022 | opgave (2)       | 26e (2)             |                  |
| 2023 | 48e              | opgave              | 26e (2)          |
| 2024 |                  | 31e                 | 24e (2)          |
| 2025 | opgave           | 37e (1)             | 40e (2)          |

| Jaar | Milaan-San Remo | Gent-Wevelgem | Ronde van Vlaanderen | Parijs-Roubaix | Amstel Gold Race | Luik-Bast.‑Luik | Waalse Pijl | Classic Lorient Agglomération | Trofeo Alfredo Binda |  | WK op de weg |
| ---- | --------------- | ------------- | -------------------- | -------------- | ---------------- | --------------- | ----------- | ----------------------------- | -------------------- |  | ------------ |
| 2006 |                 |               |                      |                |                  |                 | 29e         |                               |                      |  | ↑            |
| 2007 |                 |               |                      |                |                  |                 | ↑           |                               |                      |  | ↑            |
| 2008 |                 |               | 5e                   |                |                  |                 | ↑           |                               |                      |  | ↑            |
| 2009 |                 |               | 6e                   |                |                  |                 | ↑           | ↑                             | Goud                 |  | ↑            |
| 2010 |                 |               | ↑                    |                |                  |                 | 6e          | Zilver                        | Goud                 |  | ↑            |
| 2011 |                 |               | ↑                    |                |                  |                 | ↑           | Brons                         |                      |  | ↑            |
| 2012 |                 |               |                      |                |                  |                 | ↑           | Goud                          | ↑                    |  | ↑            |
| 2013 |                 |               | ↑                    |                |                  |                 | ↑           | Goud                          | 6e                   |  | ↑            |
| 2014 |                 |               |                      |                |                  |                 | 6e          | Zilver                        |                      |  | 10e          |
| 2015 |                 |               |                      |                |                  |                 |             |                               |                      |  |              |
| 2016 |                 |               |                      |                |                  |                 | 9e          | 12e                           |                      |  | 22e          |
| 2017 |                 |               |                      |                | 53e              |                 |             |                               | 29e                  |  | 47e          |
| 2018 |                 | 12e           | 35e                  |                | 10e              | 56e             |             |                               | ↑                    |  |              |
| 2019 |                 | 13e           | 22e                  |                | ↑                |                 | 4e          |                               | ↑                    |  | 6e           |
| 2020 |                 |               |                      |                |                  | 4e              | 9e          |                               |                      |  | 4e           |
| 2021 |                 | ↑             | 12e                  | ↑              | ↑                | 6e              | 11e         |                               | ↑                    |  | ↑            |
| 2022 |                 | ↑             | 20e                  |                |                  |                 |             |                               |                      |  | 14e          |
| 2023 |                 |               | 15e                  | 10e            | 17e              |                 |             |                               | 20e                  |  |              |
| 2024 |                 |               | 4e                   | 4e             | ↑                | 7e              |             |                               |                      |  | 8e           |
| 2025 | ↑               |               | 40e                  | 4e             | 22e              |                 |             |                               |                      |  |              |

### Veldrijden
| Seizoen   | Wereldbeker                                                 | Superprestige  | Trofee                 | WK  | EK  | NK    | Overige                                                                               | Totaal aantal zeges |
| --------- | ----------------------------------------------------------- | -------------- | ---------------------- | --- | --- | ----- | ------------------------------------------------------------------------------------- | ------------------- |
| 2001–2002 |                                                             |                |                        | —   | NVT | 4e    | Harderwijk, Bakel                                                                     | 2                   |
| 2002–2003 |                                                             |                |                        | —   | NVT | Brons | Harderwijk, Almelo, Hilversum, Reusel, Zeddam, Surhuisterveen, Bakel, Vorden, Heerlen | 9                   |
| 2003–2004 | Pijnacker                                                   |                |                        | 7e  | ↑   | 4e    | Harderwijk, Surhuisterveen                                                            | 3                   |
| 2004–2005 |                                                             | Gieten         |                        | 9e  | 12e | ↑     | Bakel                                                                                 | 2                   |
| 2005–2006 |                                                             | Gieten         | Loenhout               | ↑   | ↑   | ↑     | Harderwijk, Wouden, Pétange                                                           | 7                   |
| 2006–2007 | Treviso                                                     | Gieten         | Oudenaarde, Oostmalle  | 7e  | ↑   | ↑     | Fourmiers, Hénin-Beaumont, Vossem, Leiden, Antwerpen                                  | 9                   |
| 2007–2008 |                                                             |                |                        | ↑   | —   | 4e    |                                                                                       | 0                   |
| 2008–2009 | Heusden-Zolder                                              |                | Oostmalle              | ↑   | —   | 5e    |                                                                                       | 3                   |
| 2009–2010 | Koksijde, Heusden-Zolder, Hoogerheide                       |                | Lille, Oostmalle       | ↑   | ↑   | ↑     | Woerden, Niel, Frankfurt, Pétange                                                     | 11                  |
| 2010–2011 | Pontchâteau                                                 |                | Loenhout               | ↑   | —   | ↑     | Surhuisterveen, Pétange, Valkenburg                                                   | 7                   |
| 2011–2012 | Namen, Heusden-Zolder, Liévin, Hoogerheide                  | Gieten, Diegem | Essen, Loenhout, Lille | ↑   | —   | ↑     | Frankfurt, Surhuisterveen, St-Michielsgestel, Leuven, Pétange, Rucphen, Valkenburg    | 18                  |
| 2012–2013 | Heusden-Zolder, Rome, Hoogerheide                           |                | Lille                  | ↑   | —   | ↑     | Pétange, Surhuisterveen, Otegem, Rucphen                                              | 10                  |
| 2013–2014 | Valkenburg, Nommay                                          |                | Loenhout               | ↑   | —   | ↑     | 's-Hertogenbosch, Woerden, Surhuisterveen, Leuven, Rucphen                            | 10                  |
| 2014–2015 | Heusden-Zolder                                              | Diegem         |                        | ↑   | —   | ↑     | Surhuisterveen                                                                        | 4                   |
| 2016–2017 | Heusden-Zolder, Fiuggi, Hoogerheide                         | Diegem         | Baal                   | ↑   | —   | ↑     | Surhuisterveen, Maldegem                                                              | 8                   |
| 2017–2018 |                                                             |                |                        | 18e | —   | —     | Maldegem                                                                              | 1                   |
| 2018–2019 | Waterloo, Bern, Heusden-Zolder, Pontchâteau, Eindklassement | Ruddervoorde   |                        | ↑   | ↑   | ↑     | Ronse, Woerden                                                                        | 7                   |
| 2019–2020 |                                                             |                |                        | —   | —   | 5e    | Essen, Xàtiva                                                                         | 2                   |
| 2020–2021 |                                                             |                |                        | 12e | —   | NVT   | Essen                                                                                 | 1                   |
| 2021–2022 | Waterloo, Iowa, Rucphen, Hoogerheide                        |                |                        | ↑   | —   | ↑     |                                                                                       | 6                   |
| 2022–2023 |                                                             |                | Kortrijk               |     |     |       |                                                                                       | 1                   |
| 2024–2025 |                                                             |                |                        |     |     | 4e    |                                                                                       | 0                   |
|           |                                                             |                |                        |     |     |       |                                                                                       |                     |
| Totaal    | 27                                                          | 8              | 14                     | 8   | 2   | 7     | 53                                                                                    | 120                 |

### Baanwielrennen
| Seizoen   | Wereldbeker                                            | OS          | WK                       | EK  | NK                                    | Overige                  | Totaal aantal zeges |
| --------- | ------------------------------------------------------ | ----------- | ------------------------ | --- | ------------------------------------- | ------------------------ | ------------------- |
| 2007–2008 | Peking scratch, Peking puntenkoers, Kopenhagen scratch | NVT         | Puntenkoers              | NVT | Scratch · Puntenkoers · Achtervolging | Vierdaagse van Rotterdam | 7                   |
| 2008–2009 |                                                        | Puntenkoers | —                        | NVT | —                                     |                          | 1                   |
| 2010–2011 | Melbourne afvalling                                    | NVT         | Scratch · 7e Puntenkoers | —   | —                                     |                          | 2                   |
| 2012–2013 |                                                        | —           | —                        | —   | Ploegkoers                            | Manchester afvalling     | 2                   |
|           |                                                        |             |                          |     |                                       |                          |                     |
| Totaal    | 4                                                      | 1           | 2                        | 0   | 3                                     | 2                        | 12                  |

### Mountainbiken
| Seizoen | Wereldbeker | OS  | WK | EK | NK | Overige | Totaal aantal zeges |
| ------- | ----------- | --- | -- | -- | -- | --- | ------------------- |
| 2005    |             | NVT | —  | —  | —  | Heeswijk | 1                   |
| 2013    |             | NVT | —  | —  | —  | Egmond-pier-Egmond, 2e en 3e etappe Afxentia Stage Race, Eindklassement Afxentia Stage Race, Nieuwkuijk, Norg, Sea Otter Classic, Heeswijk, Steenwijk | 9                   |
| 2014    |             | NVT | —  | —  | —  | Egmond-pier-Egmond, Sea Otter Classic | 2                   |
| 2015    |             | NVT | —  | —  | —  | Nieuwkuijk | 1                   |
|         |             |     |    |    |    | |                     |
| Totaal  | 0           | 0   | 0  | 0  | 0  | 13 | 13                  |

### Gravelrijden
| Seizoen | WK | EK  | NK   | Totaal aantal zeges |
| ------- | -- | --- | ---- | ------------------- |
| 2022    | —  | NVT | Goud | 1                   |
| 2023    | —  | —   |      | 0                   |
| 2024    | ↑  |     | —    | 1                   |
|         |    |     |      |                     |
| Totaal  | 1  | 0   | 1    | 2                   |

In 2022 werd Vos Nederlands Kampioen gravel, twee jaar later in 2024 werd Vos wereldkampioen gravel.

## Ploegen
Marianne Vos reed van 2006 tot en met 2020 voor dezelfde wielerploeg, die verschillende sponsoren en dus verschillende namen heeft gehad.
- 2006 –  DSB - Ballast Nedam
- 2007 –  DSB Bank Ladies
- 2008 –  DSB Bank Ladies
- 2009 –  DSB Bank-Nederland bloeit
- 2010 –  Nederland Bloeit
- 2011 –  Nederland Bloeit
- 2012 –  Rabobank
- 2013 –  Rabobank-Liv Giant
- 2014 –  Rabobank-Liv Woman
- 2015 –  Rabobank-Liv Woman
- 2016 –  Rabobank-Liv Woman
- 2017 –  WM3 Pro Cycling
- 2018 –  Waowdeals Pro Cycling
- 2019 –  CCC-Liv
- 2020 –  CCC-Liv
- 2021 –  Jumbo-Visma
- 2022 –  Jumbo-Visma
- 2023 –  Jumbo-Visma
- 2024 –  Visma | Lease a Bike
- 2025 –  Visma | Lease a Bike

## Records

### Wereld
- Jongste wereldkampioen veldrijden bij de elite vrouwen ooit: 19 jaar (2006)
- Meeste wereldtitels veldrijden bij de elite vrouwen ooit: 8 (2006, 2009, 2010, 2011, 2012, 2013, 2014 en 2022)
- Meeste achtereenvolgende wereldtitels veldrijden bij de elite vrouwen ooit: 6 (2009, 2010, 2011, 2012, 2013 en 2014)
- Meeste podiumplaatsen veldrijden bij de elite vrouwen ooit: 12 (2006, 2008, 2009, 2010, 2011, 2012, 2013, 2014, 2015, 2017, 2019 en 2022)
- Meeste achtereenvolgende podiumplaatsen veldrijden bij de elite vrouwen ooit: 12 (2008, 2009, 2010, 2011, 2012, 2013, 2014 en 2015)
- Meest achtereenvolgende edities na laatste en eerste wereldtitiel veldrijden bij de elite vrouwen ooit: 8 (2014 en 2022)
- Meeste overwinningen in de Wereldbeker veldrijden bij de elite vrouwen ooit: 28
- Meeste tweede plaatsen in de Wereldbeker veldrijden bij de elite vrouwen ooit: 17, gedeeld met Hanka Kupfernagel.
- Meeste podium plaatsen in de Wereldbeker veldrijden bij de elite vrouwen ooit: 55
- Meeste achtereenvolgende medailles op het WK wegwielrennen ooit bij de elite vrouwen: 8 (2006, 2007, 2008, 2009, 2010, 2011, 2012, 2013)
- Eerste winnaar van Ronde van Vlaanderen en Wereldkampioenschappen wielrennen in hetzelfde jaar: 2013
- Meeste podiumplaatsen in de Classic Lorient Agglomération voor elite vrouwen ooit: 6 (2009, 2010, 2011, 2012, 2013 en 2014) Meeste podium gemiddelde in de Classic Lorient Agglomération voor elite vrouwen ooit: 6 uit 7.
- Meeste overwinningen in de Trofeo Alfredo Binda-Comune di Cittiglio voor elite vrouwen ooit: 4 (2009, 2010, 2012 en 2019)
- Meeste etappeoverwinningen in de Ronde van Italië voor vrouwen ooit: 32
- Meeste puntenklassement overwinningen in de Ronde van Italië voor vrouwen ooit: 6
- Meeste overwinningen in de La Course by Le Tour de France: 2, gedeeld met Annemiek van Vleuten.
- Hoogste win gemiddelde in het Omloop Het Nieuwsblad: 1 uit 1
- Meeste overwinningen in de Amstel Gold Race voor elite vrouwen ooit: 2 (2021 en 2024)
- Meeste podiumplaatsen in de Amstel Gold Race voor elite vrouwen ooit: 3 (2019, 2021 en 2024)
- Meeste dagen in de groene trui in de Ronde van Frankrijk voor vrouwen: 10
- Meeste puntenklassement overwinningen in de Ronde van Frankrijk voor vrouwen: 2 (2022 en 2024)
- Succesvolste Olympiër op de wegwedstrijd ooit bij de elite vrouwen: 2012 en 2024, gedeeld met Jeannie Longo.
- Meeste achtereenvolgende edities na eerste en laatste medaille bij de Olympische wegwedstrijd: 3 (2012-2024)
- Eerste mondiale kampioen in vier verschillende wielerdisciplines ooit bij de elite vrouwen (veldrijden, baan, op de weg en gravel)
- Eerste wereldkampioen in vier verschillende wielerdisciplines ooit bij de elite vrouwen (veldrijden, baan, op de weg en gravel)

### Europa
- Meeste achtereenvolgende edities na laatste en eerste Europese titel veldrijden bij de elite vrouwen ooit: 4 (2005-2009)
- Meeste medailles op de Europese Spelen bij de elite wielervrouwen ooit: 1 (2019), gedeeld met Alena Amjaljoesik, Katarzyna Niewiadoma, Anna van der Breggen, Ellen van Dijk, Hanna Solovej ,Annemiek van Vleuten, Lorena Wiebes, Tatsjana Sjarakova, Marlen Reusser, Chantal van den Broek-Blaak en Hayley Simmonds.
- Meeste medailles op de Europese Spelen bij de elite vrouwen in de wegwedstrijd ooit: 1 (2019), gedeeld met Alena Amjaljoesik, Katarzyna Niewiadoma, Anna van der Breggen, Lorena Wiebes en Tatsjana Sjarakova

### Nederland
- Eerste Nederlandse medaillewinaar op het EK veldrijden ooit: 2003
- Eerste Nederlandse Europees kampioen veldrijden ooit: 2005
- Eerste Nederlandse die de Olympische puntenkoers bij de vrouwen weet te winnen ooit: 2008
- Eerste Nederlandse kampioen op de baan en veldrijden
- Nederlander met meeste wereldtitels bij het WK wielrennen op de weg bij de elite vrouwen ooit: 3 (2006, 2012, 2013)
- Nederlander die voor het eerst niet het EK wielrennen weet te winnen: (2018)
- Eerste Nederlandse op het podium bij Parijs-Roubaix elite vrouwen ooit: (2021)
- Eerste Nederlandse Nederlands kampioen in vier verschillende wielerdisciplines ooit bij de elite vrouwen ooit (veldrijden, baan, op de weg en gravel)
- Eerste Nederlandse die het WK gravel weet te winnen (2024)

## Onderscheidingen
Marianne Vos werd drie maal (in 2008, 2009 en 2013) tot Sportvrouw van het jaar verkozen. Ze kreeg negen jaar achter elkaar (2006-2014) de Keetie van Oosten-Hage Trofee als beste wielrenster van het jaar en in 2024 kwam daar nog een tiende keer bij. In 2006 werd ze verkozen als Talent van het jaar. Na haar olympische titel in 2008 werd ze onderscheiden als Ridder in de Orde van Oranje-Nassau. Na haar titel van 2012 ontving ze het beeldje Chapeau. In 2018 ontving ze uit handen van voorzitter Christian Prudhomme van de belangenvereniging voor wedstrijdorganisatoren de 2017 AIOCC Trophy voor haar lange en indrukwekkende carrière.

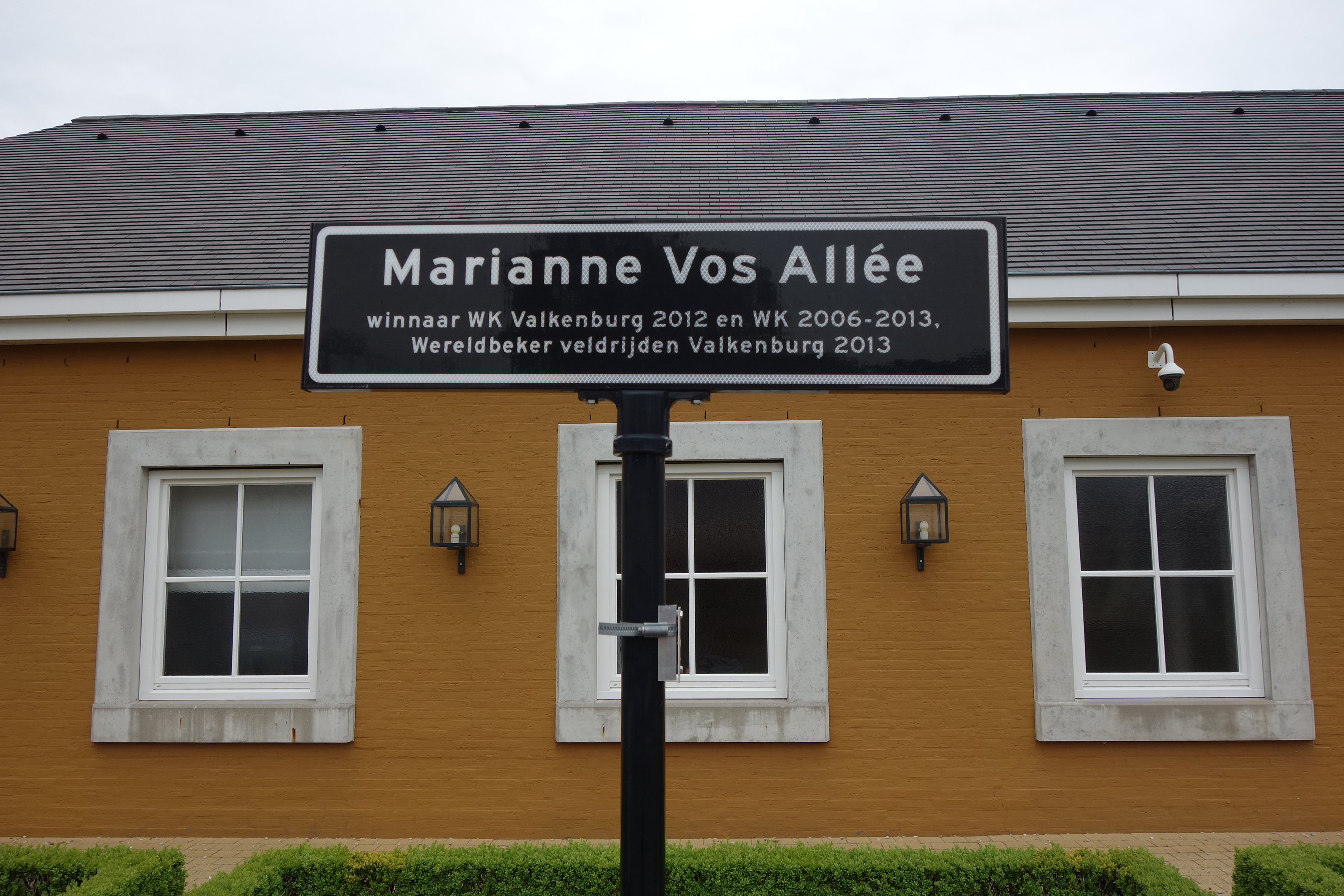
Marianne Vos Allée in het vakantiepark aan de Cauberg.

In de zeven plaatsen van de gemeente Aalburg staan Marianne Vos-bankjes; een voor elke wereldtitel die ze behaalde. Nadat in elke plaats een bankje was geplaatst, is de fusiegemeente Altena overgestapt op tafeltjes. Op de Cauberg in Valkenburg aan de Geul wordt haar WK-zege van 2012 geëerd met een tegel op de "Hill of Fame" en in het naastgelegen vakantiepark is een straat naar haar vernoemd.

## Boeken
- Rik Booltink, Op de troon, Marianne Vos: fietsmalle wielerkoningin, Zeloo Sports, 2013 (ISBN 9789462280564). Een boek vol korte verhalen over de periode van het WK op de weg te Valkenburg (2012) tot en met het WK veldrijden in Louisville (2013).
- Jeanine Laudy, Jan Willem Verkiel, Strijd in het vrouwenpeloton: de Giro door de ogen van Marianne Vos en Ellen van Dijk, Tirion Sport, 2013 (ISBN 9043916145). Het verhaal van Ellen van Dijk en Marianne Vos over de Giro Rosa (2011).

1984: Connie Carpenter-Phinney ·
1988: Monique Knol ·
1992: Kathy Watt ·
1996: Jeannie Longo ·
2000: Leontien van Moorsel ·
2004: Sara Carrigan ·
2008: Nicole Cooke ·
2012: Marianne Vos ·
2016: Anna van der Breggen ·
2020: Anna Kiesenhofer ·
2024: Kristen Faulkner
1996: Nathalie Lancien ·
2000: Antonella Bellutti ·
2004: Olga Sljoesarjova ·
2008: Marianne Vos
Antoshina · De Jong · De Vocht · Düster · Ferrand-Prévot · Kitchen · Knetemann · Slappendel · Stultiens · Talen · Van Paassen · Van Vleuten · Vos
Brand · De Jong · De Vocht · Ferrand-Prévot · Guarnier · Knetemann · Neff · Niewiadoma · Slappendel · Stultiens · Talen · Van Paassen · Van Vleuten · Vos
Brand · De Jong · Ferrand-Prévot · Knauer · Knetemann · Niewiadoma · Slappendel · Stultiens · Tenniglo · Van der Breggen · Van Paassen · Van Vleuten · Vos
Brand · De Jong · Ferrand-Prévot · Gillow · Knauer · Knetemann · Korevaar · Koster · Niewiadoma · Stultiens · Tenniglo · Van der Breggen · Vos
Brand · De Jong · Ferrand-Prévot · Gillow · Kastelijn · Knetemann · Korevaar · Koster · Niewiadoma · Tenniglo · Van der Breggen · Vos
Gafinovitz · Kastelijn · Kitchen · Korevaar · Koster · Markus · Niewiadoma · Plichta · Scandolara · Tenniglo · Vos
Gafinovitz · Van der Heijden · Kastelijn · Korevaar · Koster · Markus · Van de Ree · Rooijakkers · Rowe · Stultiens · Vos
Demey · Van der Heijden · Korevaar · Kuijpers · Lach · Markus · Moolman-Pasio · Rooijakkers · Skalniak · Stultiens · Vos
Bertizzolo · Demey · Van der Heijden · Jaskulska · Korevaar · Kuijpers · Lach · Markus · Moolman-Pasio · Nerlo · Paladin · Rooijakkers · Skalniak · Stultiens · Vos
Beekhuis · Henderson · Kasper · Koster · Markus · Mathiesen · Soet · Swinkels · Van de Velde · Van den Bos · Van der Burg · Vos
Achtereekte · Beekhuis · van den Bos · Henderson · Kasper · Koster · Kraak · Labecki · Markus · Riedmann · Rüegg · Soet · Swinkels · Vos
Achtereekte · van Agt · Beekhuis · Cadzow · van Empel · Henderson · Kraak · Labecki · Markus · Oudeman · Reijnhout · Riedmann · Rüegg · Swinkels · Veenhoven · Vos
Achtereekte · van Agt · von Berswordt · van Empel · Geurts · Henderson · Markus · Nooijen · Oudeman · Reijnhout · Riedmann · Veenhoven · Vigié · Vos · de Vries (vanaf 4/6) · Wolff (stage vanaf 7/9)
Achtereekte · van Agt · von Berswordt · Bunel · Chladoňová · van Empel · Ferrand-Prévot · Fidanza · Geurts · Nooijen · Oudeman · Reijnhout · Riedmann · Veenhoven · Vigié · Vos · de Vries · Wolff
- Nederlandse Thesaurus van Auteursnamen: 363245138
- WorldCat: E39PBJqVRDqGpkbPYphTVYrH4q